# Yun Ok-hee
Yun Ok-hee (1 de março de 1985) é uma arqueira sul-coreana, campeã olímpica.

## Carreira
Yun Ok-hee representou seu país nos Jogos Olímpicos em 2008, ganhando a medalha de ouro por equipes e bronze no individual em Pequim. 